# Die Erbin von Tordis
Das Drama Die Erbin von Tordis ist ein in schwarzweiß gedrehter Stummfilm von Robert Dinesen aus dem Jahr 1921. Die Rechte an dem Film liegen heute bei der Murnau-Stiftung.

## Handlung
Anne Kathrin ist die uneheliche Tochter von Fürst von Tordis. Sie wächst als Mündel im Haushalt von Oberst von Ingenhofen auf. Nach dem Tod des Fürsten bleiben die monatlichen finanziellen Zuwendungen aus und sie wird zu ihrer Mutter zurückgeschickt. Diese ist mit einem Schuster verheiratet und lebt in ärmlichen Verhältnissen. Dort beginnt Anne Kathrin ein Verhältnis mit dem Kammerherrn von Brandt. In dem Testament des Fürsten ist sie als Alleinerbin eingesetzt und wird von der Mutter des verstorbenen Fürsten an dessen Hof geholt. Dort verliebt sie sich in den Grafen Heyst. Auf der Verlobungsfeier kommt es aufgrund des Verhältnisses mit dem Kammerherrn zum Skandal. Anne Kathrin beginnt daraufhin einen leichtlebigen, ausschweifenden Lebensstil. Der alten Fürstinnenmutter gelingt es Anne Kathrin wieder zur Vernunft zu bringen.

## Produktion
Der Film wurde von Robert Dinesen für die May-Film GmbH produziert. Der Film wurde im Format 35 mm (1:1.33) gedreht und hatte eine Länge von 2256 Metern und eine Laufzeit von ca. 83 Minuten. Die Filmbauten wurden von Stefan Lhotka gestaltet.

## Veröffentlichung
Die Premiere des Films fand am 29. Juli 1921 in Berlin statt. U.a. wurde der Film in England (The Inheritance of Tordis), Dänemark (Støvlet-Kathrine, Premiere 2. Januar 1922), Ungarn (Angéla öröksége) und Finnland (Støvlet-Kathrine, Premiere 2. Januar 1922) gezeigt.